# M/S Venezuela
M/S Venezuela var ett svenskt lastfartyg som sänktes av den tyska ubåten U 123 den 17 april 1941 i Nordatlanten, varvid samtliga ombordvarande 49 personer omkom.

## Historik
Sänkningen av Venezuela var den svenska handelsflottans dittills största enskilda förlust i spillda människoliv med 49 personer. Den tidigare största förlusten hade varit M/S Murjeks försvinnande med 34 personer tidigare under 1941. Senare kom Hansakatastrofen, varvid antalet omkomna, 84 personer, betydligt översteg förlusten vid Venezuelas undergång.

## Resa som lejdbåt i andra världskriget
Fartyget lämnade Göteborg den 8 april 1941 med destination Rio de Janeiro, lastad med papper och pappersmassa. Fri lejd hade erhållits av både engelska och tyska myndigheter genom lejdtrafiken. Samma dag anlöptes Kristiansand i Norge för tysk kontroll. Två dagar senare anfölls fartyget med kulspruteeld av ett tyskt bombplan. Dessutom fälldes sju bomber varav bara en träffade, dock utan att explodera. Detonationerna från de övriga orsakade dock skador på maskinbäddarna. Fartyget gick därefter med reducerad fart in till Torshamn på Färöarna, där skadade besättningsmän kunde få läkarvård. I Torshamn embarkerade åtta passagerare, varvid fyra var barn. De var överlevande från det finska M/S Carolina Thordén som i mars bombats i brand på Atlanten. Venezuela lämnade Torshamn den 14 april. Sista meddelandet från fartyget erhölls den 17 april. En livflotte påträffades av den finska ångaren Fenix, som i sin tur sänktes av tyska flygplan ett par dagar senare. Inga överlevande av de 49 ombordvarande påträffades.

## Torpederingen
M/S Venezuela torpederades på ungefärlig position 53N, 18W, av den tyska ubåten U 123 med fartygschef Karl-Heinz Moehle. Fem torpeder sköts mot fartyget varav tre träffade.